# Linia kolejowa nr 151
Linia kolejowa nr 151 – magistralna, w większości dwutorowa, zelektryfikowana linia kolejowa znaczenia państwowego, łącząca stację Kędzierzyn-Koźle z przejściem granicznym Chałupki – Bohumín. Linia stanowi fragment międzynarodowej linii kolejowej E59 (Malmö – Ystad – Świnoujście – Szczecin Dąbie – Poznań Główny – Wrocław Główny – Opole Groszowice – Kędzierzyn-Koźle – Chałupki).
Linia na odcinku 0,010 – 53,864 została ujęta w kompleksową, bazową pasażerską i bazową towarową sieć transportową TEN-T, a na odcinku 0,035 – 53,864 w sieć międzynarodowych linii transportu kombinowanego (AGTC) i sieć głównych międzynarodowych linii kolejowych (AGC).

## Przebieg
Linia rozpoczyna swój bieg na rozjeździe 136 na stacji Kędzierzyn-Koźle, skąd odchodzi od linii kolejowej Kędzierzyn-Koźle – Opole Groszowice. W obrębie stacji przechodzi przez peron 4, dalej odgałęziają się linia kolejowa Kędzierzyn-Koźle KKD – Kłodnica oraz linia kolejowa Kędzierzyn-Koźle KKD – Żabieniec. Na rozjeździe 83 bieg rozpoczyna tor parzysty linii, a na rozjeździe 330 bieg kończy linia kolejowa Nowa Wieś – Kędzierzyn-Koźle KKB. Linia kieruje się w stronę południową i przechodzi przez posterunek odgałęźny Stare Koźle, gdzie styka się z linią kolejową Nowa Wieś – Stare Koźle oraz linią kolejową Kędzierzyn-Koźle – Stare Koźle.
Linia dalej biegnie w kierunku południowym przez Bierawę, gdzie odchodzi od niej linia kolejowa Bierawa – Zakłady Azotowe Kędzierzyn, Dziergowice, Kuźnię Raciborską, aż do posterunku odgałęźnego Turze, skąd odgałęzia się linia kolejowa Nędza Wieś – Turze, oraz do Nędzy, gdzie spotyka się z linią kolejową Katowice Ligota – Nędza.
Linia przebiega przez Racibórz Markowice, skąd odchodzi obecnie nieczynna linia kolejowa Racibórz Markowice – Olza. Następnie przecina Kanał Ulgi oraz Odrę, a od tego momentu biegnie w jej bliskim sąsiedztwie. Linia przechodzi przez stację Racibórz, gdzie styka się z linią kolejową Racibórz – Głubczyce, dalej przy wschodniej części Zbiornika Przeciwpowodziowego Racibórz Dolny przez Tworków i Krzyżanowice, Roszków, Rudyszwałd, aż do Chałupek, gdzie od strony północnej zbiega się z linią kolejową Rybnik Towarowy – Chałupki, a od strony południowej z linią kolejową Chałupki – granica państwa. Do przejścia granicznego Chałupki – Bohumín przebiega równolegle do drugiej z wyżej wymienionych linii kolejowych.
Linia jest podzielona na 8 odcinków:
- A: Kędzierzyn-Koźle – Stare Koźle (od −0,430 do 4,154)
- B: Stare Koźle – Bierawa (od 4,154 do 6,855)
- C: Bierawa – Turze (od 6,855 do 21,382)
- D: Turze – Nędza (od 21,382 do 22,982)
- E: Nędza – Racibórz Markowice (od 22,982 do 28,100)
- F: Racibórz Markowice – Racibórz (od 28,100 do 32,226)
- G: Racibórz – Chałupki (od 32,226 do 52,568)
- H: Chałupki – Chałupki (GP) (od 52,568 do 53,864)

## Charakterystyka techniczna
Linia w całości jest klasy D3; maksymalny nacisk osi wynosi 221 kN dla lokomotyw oraz wagonów, a maksymalny nacisk liniowy wynosi 71 kN (na 1 metr bieżący toru). Sieć trakcyjna jest typu C120-2C oraz jest przystosowanado maksymalnej prędkości do 110 km/h; obciążalność prądowa wynosi 1725 A, a minimalna odległość między odbierakami prądu wynosi 20 m. Linia wyposażona jest w elektromagnesy samoczynnego hamowania pociągów.
Na linii zostały wprowadzone ograniczenia w związku z niezachowaną skrajnią budowli linii kolejowej – nieodpowiednia odległość peronów, międzytorza, dźwigara wiaduktu, świetlika wiaduktu oraz wiaty peronu od osi toru.
Linia dostosowana jest, w zależności od odcinka, do prędkości od 30 km/h do 110 km/h, a jej prędkość konstrukcyjna wynosi 160 km/h. Obowiązują następujące prędkości maksymalne dla pociągów:
| Tor nieparzysty (kierunek: Chałupki (GP)) | Tor nieparzysty (kierunek: Chałupki (GP)) | Tor nieparzysty (kierunek: Chałupki (GP)) | kilometraż | kilometraż | Tor parzysty (kierunek: Kędzierzyn-Koźle) | Tor parzysty (kierunek: Kędzierzyn-Koźle) | Tor parzysty (kierunek: Kędzierzyn-Koźle) |
| Pociągi pasażerskie                       | Autobusy szynowe i EZT                    | Pociągi towarowe                          | od         | do         | Pociągi pasażerskie                       | Autobusy szynowe i EZT                    | Pociągi towarowe                          |
| 60                                        | 60                                        | 60                                        | −0,430     | 0,233      | odcinek jednotorowy                       | odcinek jednotorowy                       | odcinek jednotorowy                       |
| 60                                        | 60                                        | 60                                        | 0,233      | 1,770      | 60                                        | 60                                        | 60                                        |
| 100                                       | 100                                       | 100                                       | 1,770      | 4,124      | 60                                        | 60                                        | 60                                        |
| 100                                       | 100                                       | 100                                       | 4,124      | 4,128      | 100                                       | 100                                       | 100                                       |
| 50                                        | 50                                        | 50                                        | 4,128      | 7,167      | 100                                       | 100                                       | 100                                       |
| 110                                       | 110                                       | 100                                       | 7,167      | 21,300     | 100                                       | 100                                       | 100                                       |
| 110                                       | 110                                       | 100                                       | 21,300     | 23,671     | 90                                        | 90                                        | 90                                        |
| 90                                        | 90                                        | 90                                        | 23,671     | 31,900     | 90                                        | 90                                        | 90                                        |
| 90                                        | 90                                        | 90                                        | 31,900     | 32,100     | 30                                        | 30                                        | 30                                        |
| 90                                        | 90                                        | 90                                        | 32,100     | 35,427     | 90                                        | 90                                        | 90                                        |
| 110                                       | 110                                       | 110                                       | 35,427     | 35,472     | 90                                        | 90                                        | 90                                        |
| 110                                       | 110                                       | 110                                       | 35,472     | 51,810     | 110                                       | 110                                       | 110                                       |
| 110                                       | 110                                       | 110                                       | 51,810     | 51,950     | 110                                       | 110                                       | 110                                       |
| 90                                        | 90                                        | 90                                        | 51,950     | 53,293     | 110                                       | 110                                       | 110                                       |
| 90                                        | 90                                        | 90                                        | 53,293     | 53,606     | odcinek jednotorowy                       | odcinek jednotorowy                       | odcinek jednotorowy                       |
| 60                                        | 60                                        | 60                                        | 53,606     | 53,864     | odcinek jednotorowy                       | odcinek jednotorowy                       | odcinek jednotorowy                       |

## Modernizacja
W październiku 2016 roku rozpoczął się remont linii na odcinku Krzyżanowice – Chałupki, natomiast pod koniec maja 2017 roku PKP PLK podpisały ze Skanską umowę na remont linii na odcinkach Bierawa – Nędza oraz Racibórz – Krzyżanowice.

## Infrastruktura

### Rozgałęzienia
| Punkt              | Linia    | Linia              | Linia            |
| Punkt              | numer    | kierunek           | status           |
| Kędzierzyn-Koźle   | 136      | Opole Groszowice   | czynna           |
| Kędzierzyn-Koźle   | 137      | Katowice           | czynna           |
| Kędzierzyn-Koźle   | 137      | Legnica            | czynna           |
| Kędzierzyn-Koźle   | 174      | Żabieniec          | czynna           |
| Kędzierzyn-Koźle   | 175      | Kluczbork          | częściowo czynna |
| Kędzierzyn-Koźle   | 199      | Rudziniec Gliwicki | czynna           |
| Kędzierzyn-Koźle   | 680      | Kłodnica           | czynna           |
| Kędzierzyn-Koźle   | 682      | Nowa Wieś          | czynna           |
| Stare Koźle        | 681      | Nowa Wieś          | czynna           |
| Stare Koźle        | 709      | Kędzierzyn-Koźle   | czynna           |
| Bierawa            | 890      | Bierawa R73        | czynna           |
| Bierawa            | 890      | Bierawa R6         | czynna           |
| Turze              | 691      | Nędza Wieś         | czynna           |
| Nędza              | 140      | Katowice Ligota    | czynna           |
| Racibórz Markowice | 176      | Olza               | nieczynna        |
| Racibórz           | 177      | Głubczyce          | czynna           |
| Chałupki           | 158      | Rybnik Towarowy    | czynna           |
| Chałupki           | 679      | Chałupki (GP)      | czynna           |
| Granica państwa    | 793 (CZ) | Bohumín-Vrbice     | czynna           |

### Punkty eksploatacyjne
Na linii znajduje się 16 różnych punktów eksploatacyjnych, z czego 7 stacji oraz 6 przystanków.
| Rodzaj i nazwa                                          | Zdjęcie | Liczba peronów | Liczba krawędzi peronowych | Infrastruktura | Dawne nazwy |
| stacja Kędzierzyn-Koźle ♿︎                              |         | 5              | 8                          | - Przejście pod torami - Kasy biletowe - Sieć Wi-Fi - Kiosk - Punkt gastronomiczny - Parking - Informacja dla podróżnych - Lokomotywownia - Wagonownia | Cosel (1845–1875) Cosel – Kandrzin (1876–1900) Kandrzin (1901–1930) Heydebreck (Oberschlesien) (1931–1945) Kędzierzyn (1945–1974)                                                                                             |
| posterunek odgałęźny Stare Koźle                        |         | 0              | 0                          | | Alt Cosel (1941–1945) |
| przystanek Kędzierzyn-Koźle Azoty ♿︎                    |         | 2              | 2                          | - Przejście na poziomie szyn | Heydebreck Süd (1942–1945) Kędzierzyn Azoty (1949–1975) |
| stacja Bierawa                                          |         | 1              | 2                          | - Kładka - Plac ładunkowy | Birawa (1846–1935) Reigersdorf (Birawa) (1936–1939) Reigersdorf (1940–1945) |
| posterunek odgałęźny przystanek ładownia Dziergowice ♿︎ |         | 2              | 2                          | - Przejście na poziomie szyn | Dziegowitz (1846–1930) Oderwalde (1931–1945) |
| stacja Kuźnia Raciborska ♿︎                             |         | 2              | 2                          | - Kładka - Plac ładunkowy, rampa | Hammer (1847–1909) Ratiborhammer (1910–1945) Raciborska Kuźnia (1945–1946) |
| posterunek odgałęźny Turze                              |         | 0              | 0                          | | Thurbruch (1908–1945) |
| stacja Nędza ♿︎                                         |         | 3              | 4                          | - Przejście na poziomie szyn - Rampa | Nendza (1854–1909) Nensa (1910–1931) Buchenau (1932–1939) Buchenau (Oberschlesien) (1940–1943) Buchenau (1943–1945) |
| posterunek odgałęźny przystanek Racibórz Markowice ♿︎   |         | 2              | 3 (1 nieczynna)            | - Przejście na poziomie szyn | Markowitz (1884–1909) Markowitz Staatsbahnhof (1910–1914) Markowitz (1915–1935) Markdorf (Oberschlesien) (Markowitz) (1936–1939) Markdorf (Oberschlesien) (1940–1945) Markowice (1945–1946) Markowice Raciborskie (1947–1978) |
| stacja Racibórz ♿︎                                      |         | 3              | 5                          | - Przejście pod torami - Kasy biletowe - Biletomat KS - Kiosk - Parking - Informacja dla podróżnych                                                    | Ratibor (1846–1935) Ratibor Hauptbahnhof (1936–1945) |
| ładownia przystanek Tworków ♿︎                          |         | 2              | 3                          | - Przejście na poziomie szyn | |
| stacja Krzyżanowice ♿︎                                  |         | 2              | 2                          | - Przejście na poziomie szyn - Rampa | Krzizanowitz (1847–1866) Kreuzendorf (1867–1945) |
| przystanek Roszków Raciborski ♿︎                        |         | 2              | 2                          | - Przejście na poziomie szyn | |
| przystanek Rudyszwałd ♿︎                                |         | 3              | 3                          | - Przejście na poziomie szyn | |
| stacja Chałupki ♿︎                                      |         | 2              | 3                          | - Przejście na poziomie szyn - Plac ładunkowy - Magazyn - Wieża wodna                                                                                  | Annaberg (1847–1869) Annaberg (Preussisch Oderberg) (1870–1900) Annaberg (1901–1909) Annaberg (Oberschlesien) (1910–1939) Ruderswald (Annaberg) (1940–1941) Ruderswald (1942–1945)                                            |
| przejście graniczne Chałupki (GP)                       |         |                |                            | - Most kratownicowy | |

## Ruch pociągów
Linia, ze względu na swój europejski charakter, jest wykorzystywana zarówno w ruchu pasażerskim regionalnym, podmiejskim i dalekobieżnym, jak i w ruchu towarowym.

### Pociągi pasażerskie
| Linia      | Przewoźnik     | Trasa                                          |
| S61/S72/S7 | Koleje Śląskie | Cieszyn – Pszczyna – Rybnik – Nędza – Racibórz |
| S7         | Koleje Śląskie | Katowice – Rybnik – Nędza – Racibórz           |

### Pociągi towarowe
Ruch towarowy odbywa się na całości linii, jako że została uwzględniona do Kolejowego korytarza towarowego nr 5 Morze Bałtyckie – Morze Adriatyckie.

## Galeria

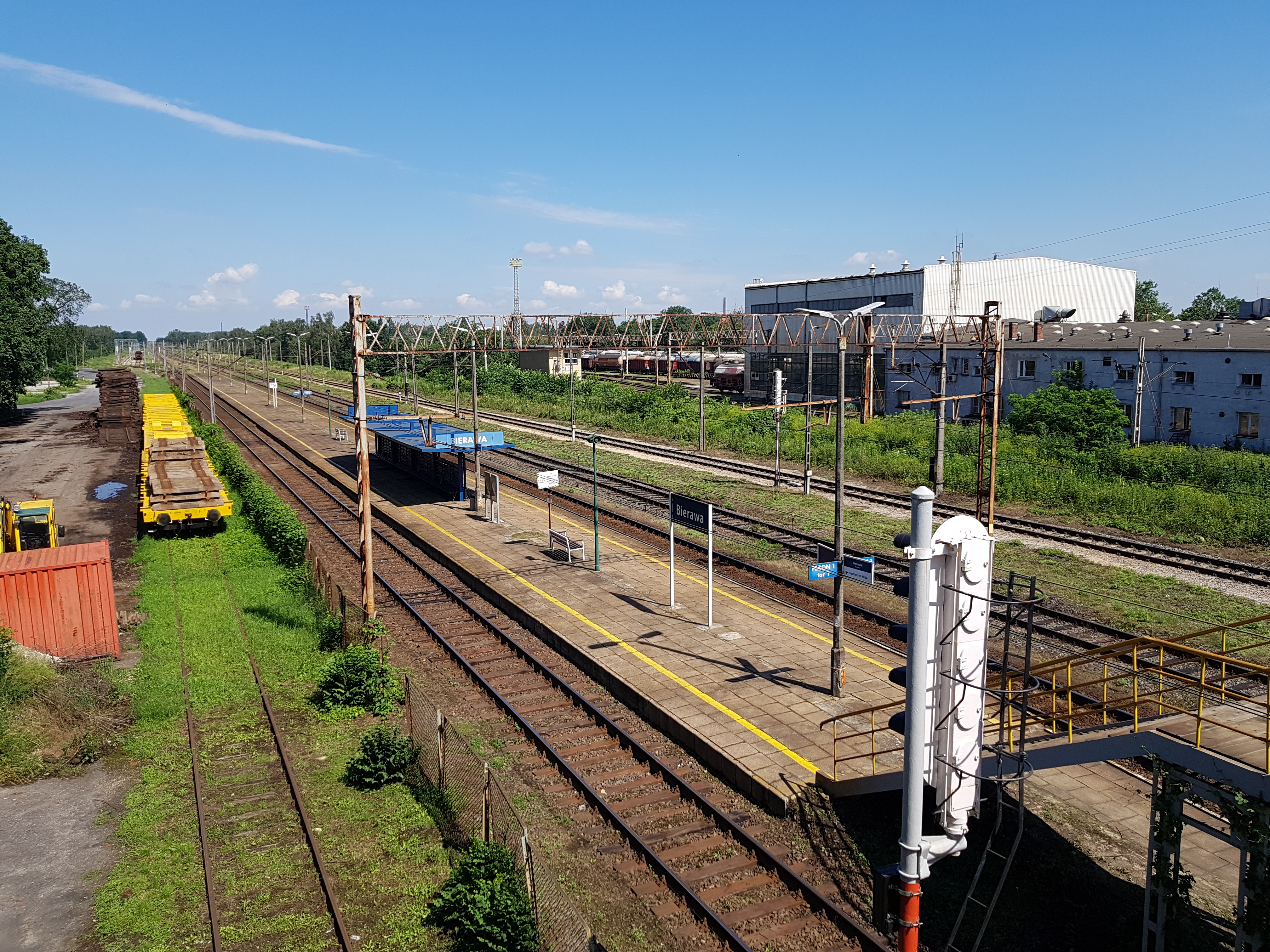
Stacja Bierawa
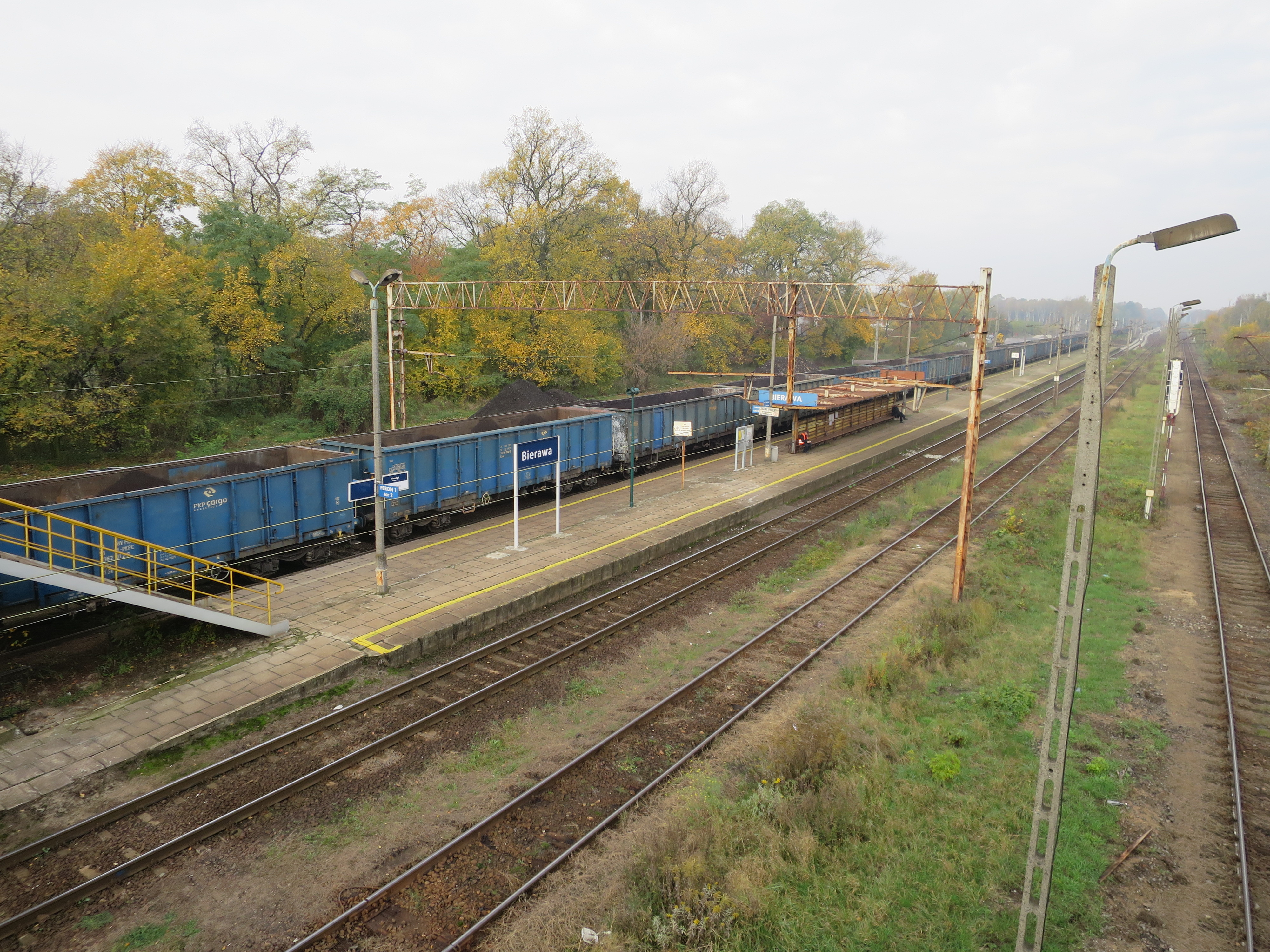
Stacja Bierawa
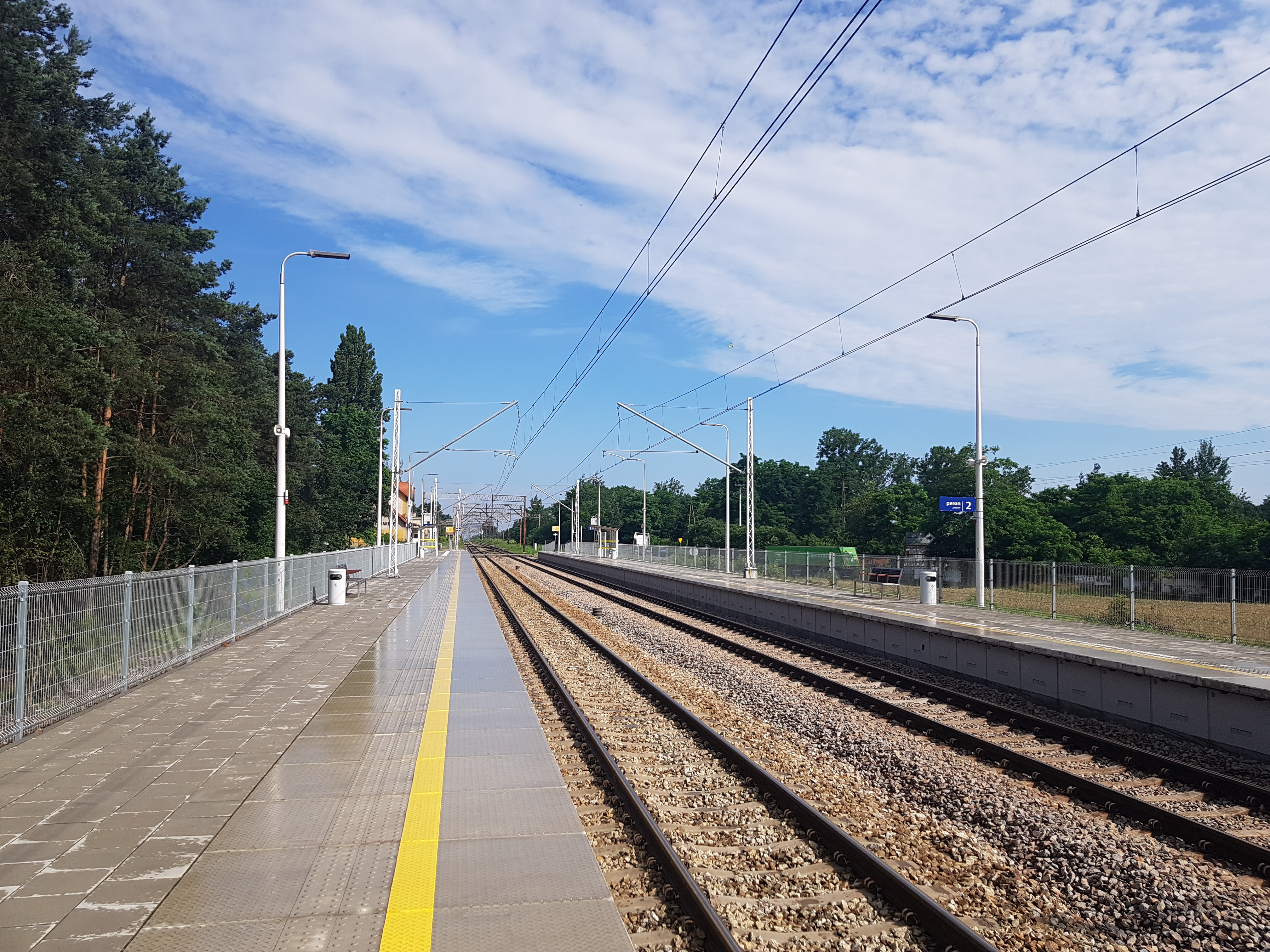
Przystanek Dziergowice
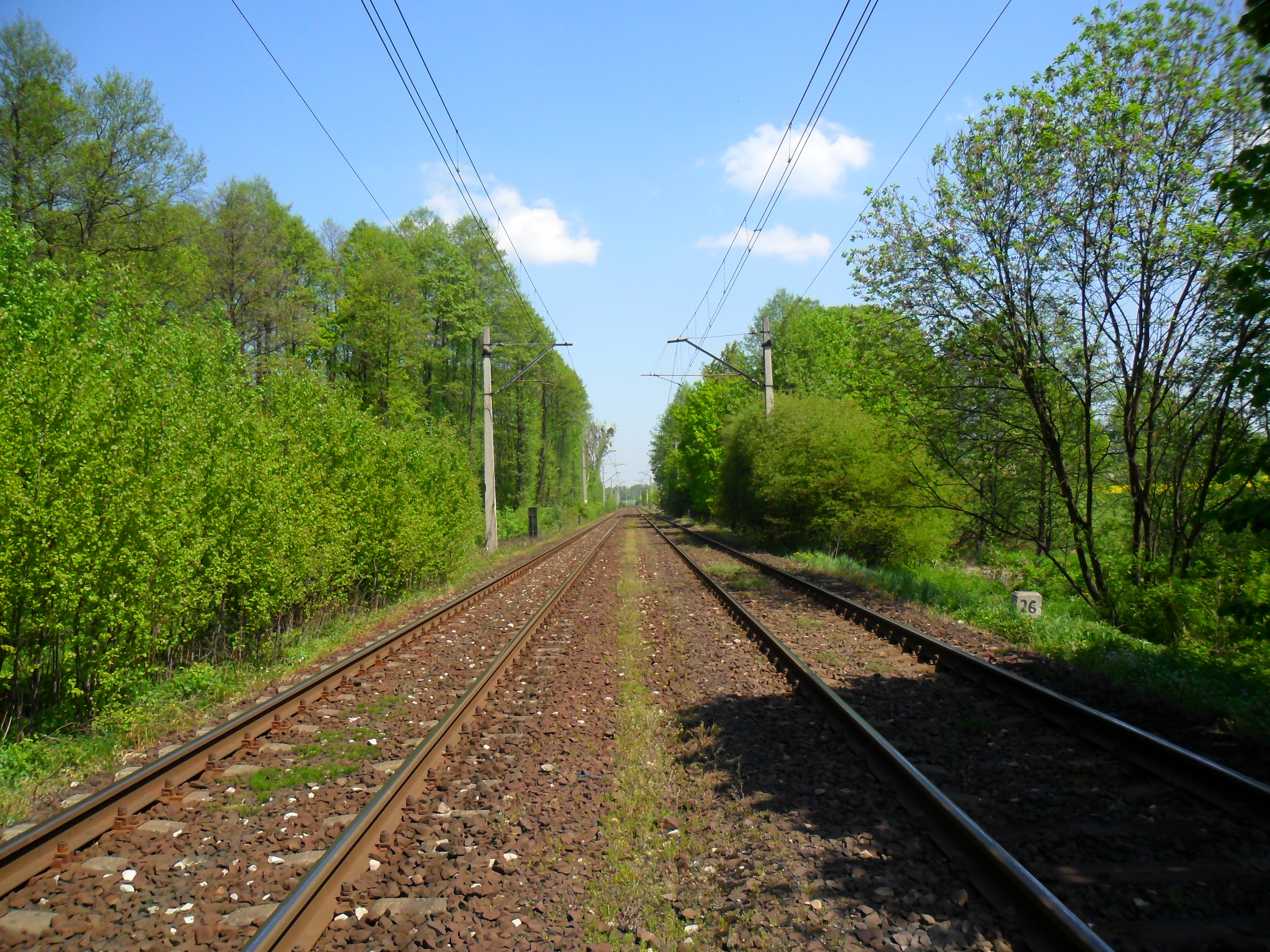
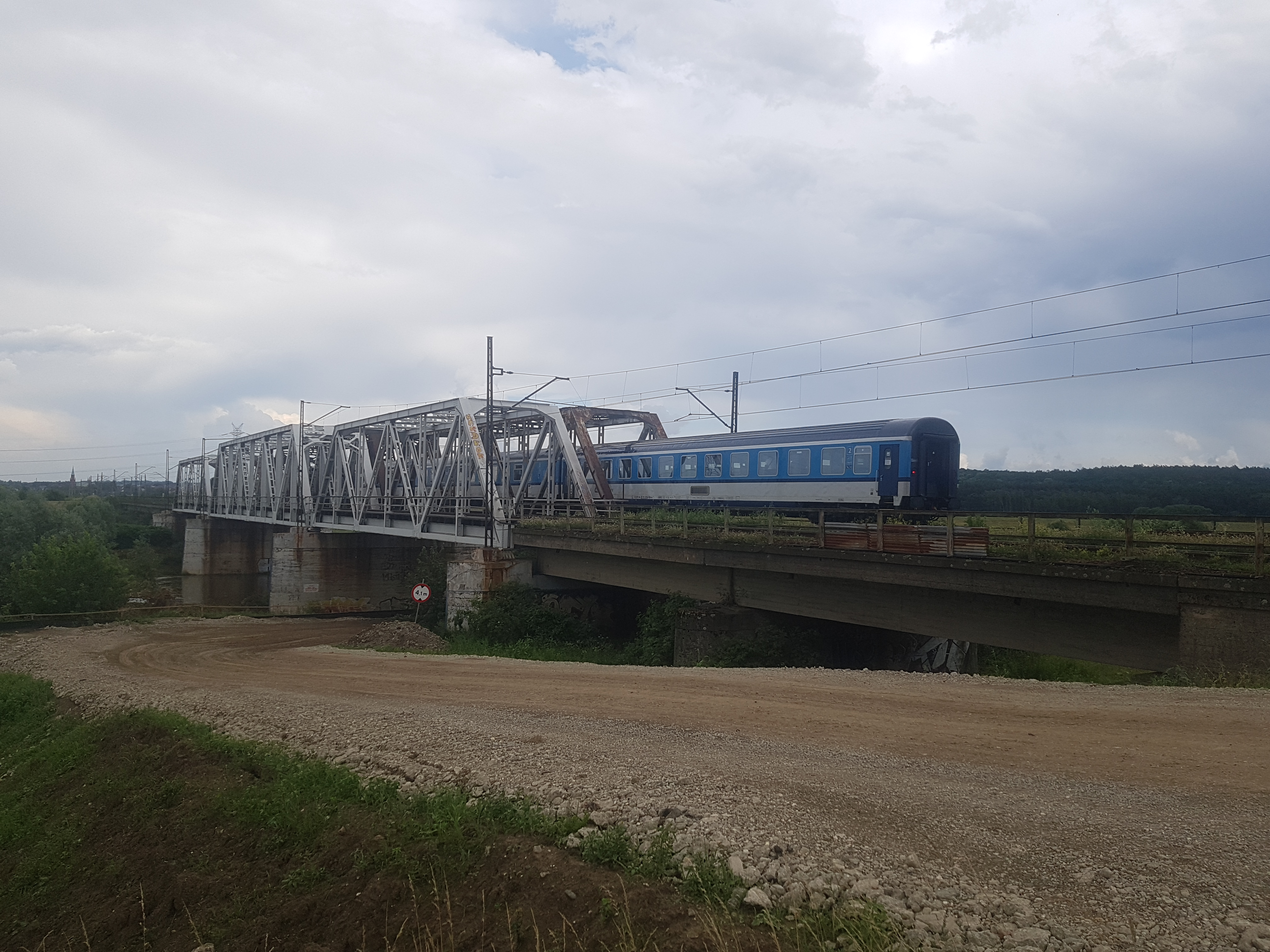
Most nad Kanałem Ulga
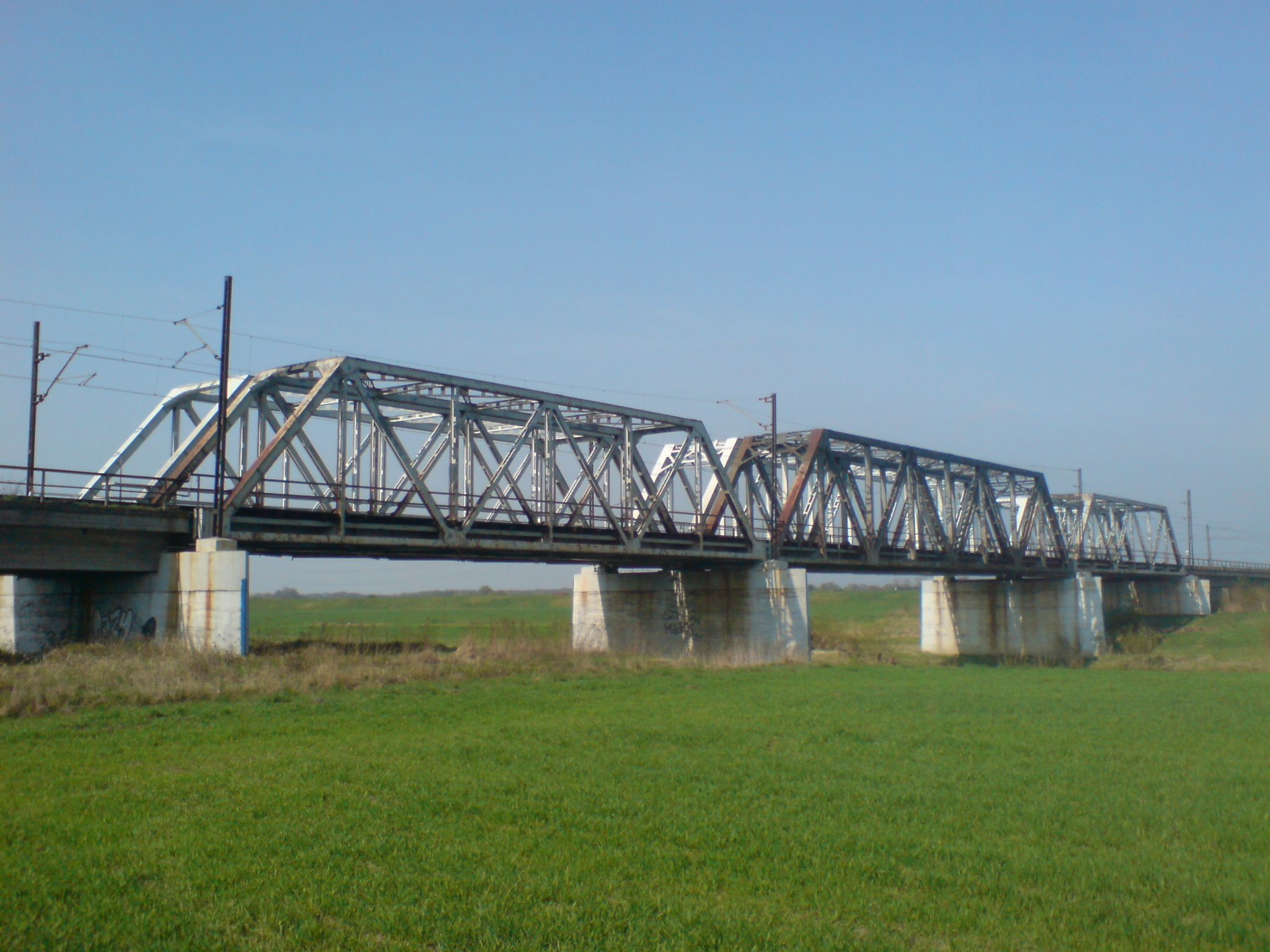
Most nad Kanałem Ulga
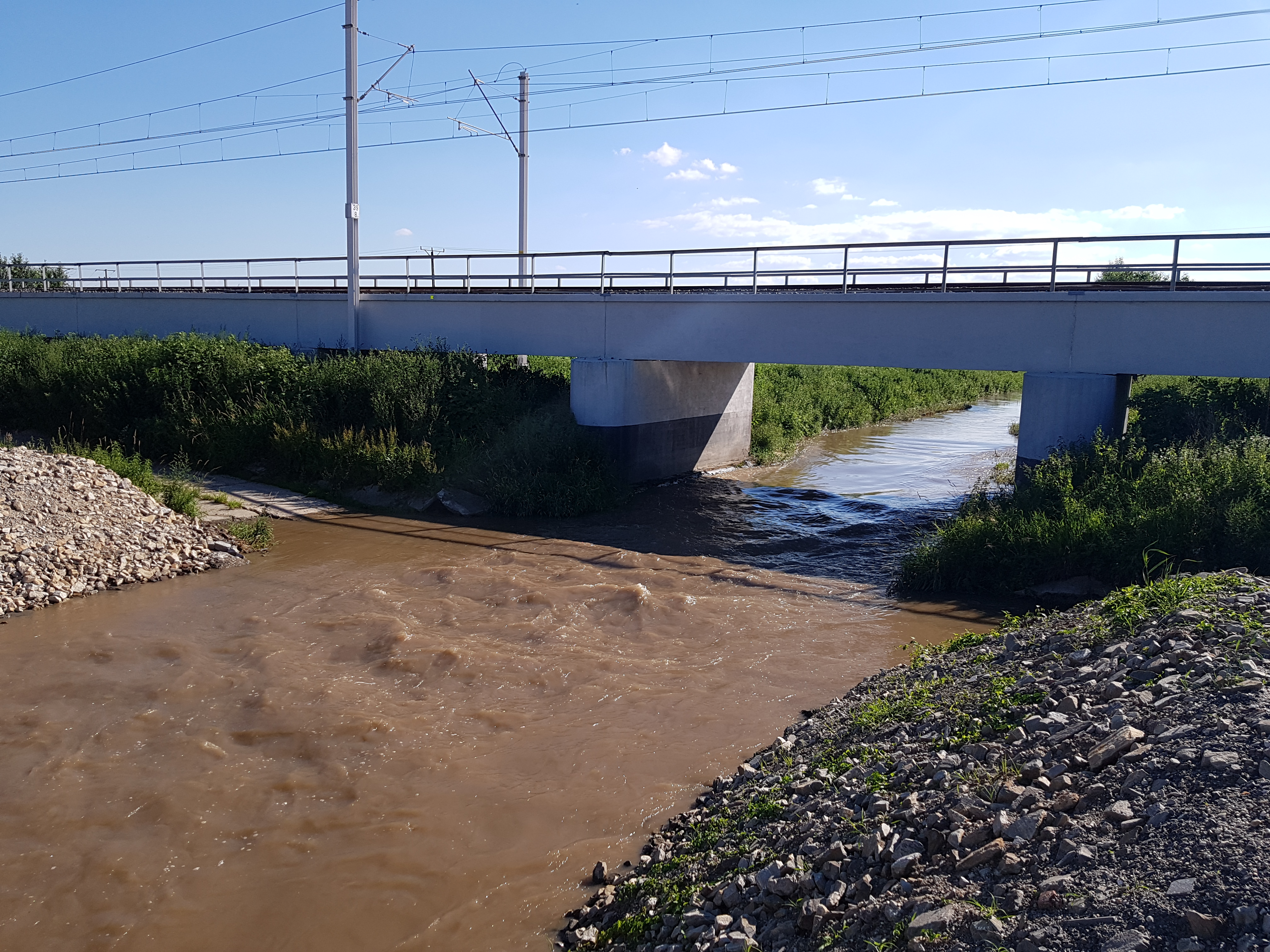
Most nad Psiną
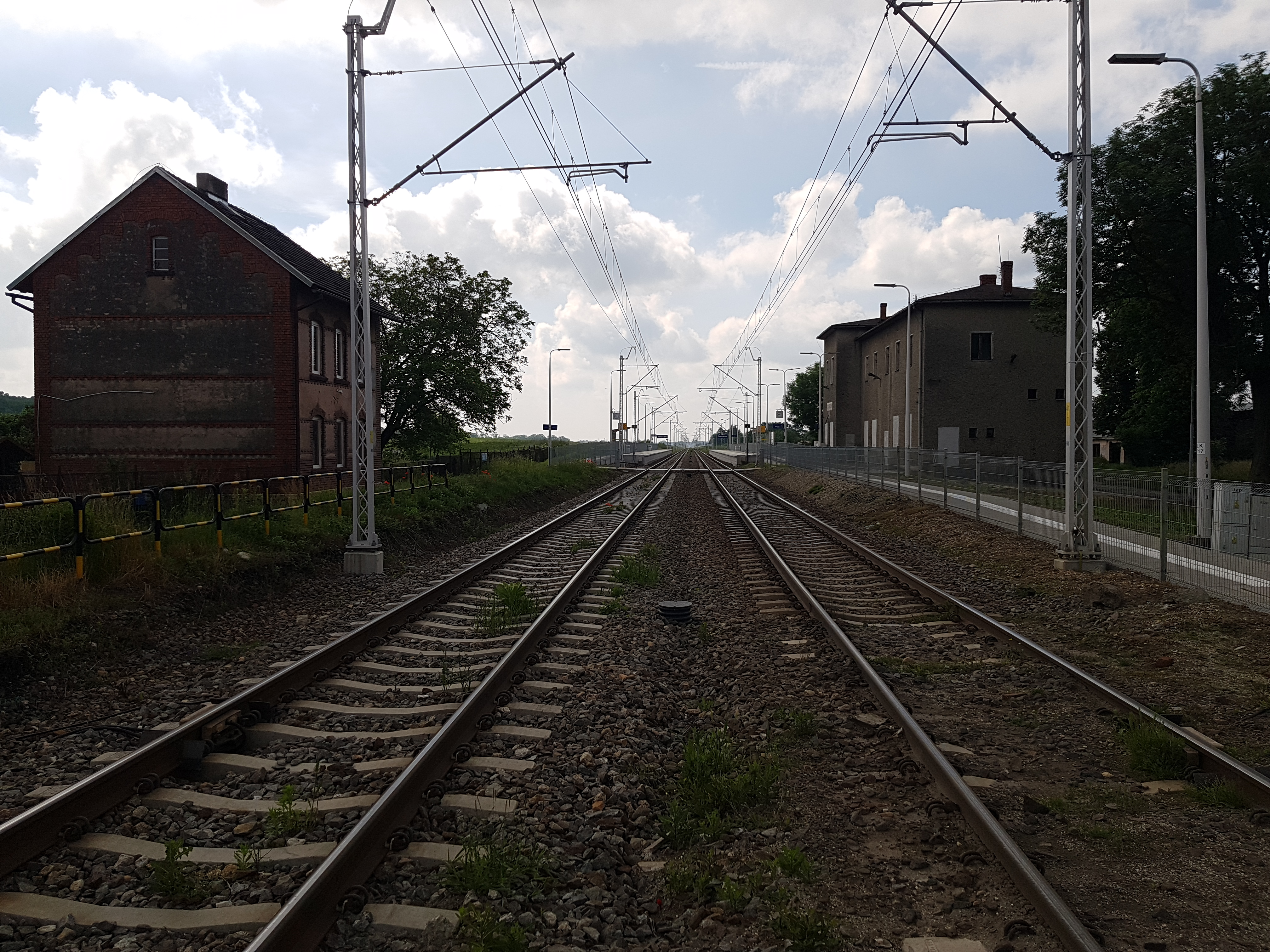
Stacja Tworków
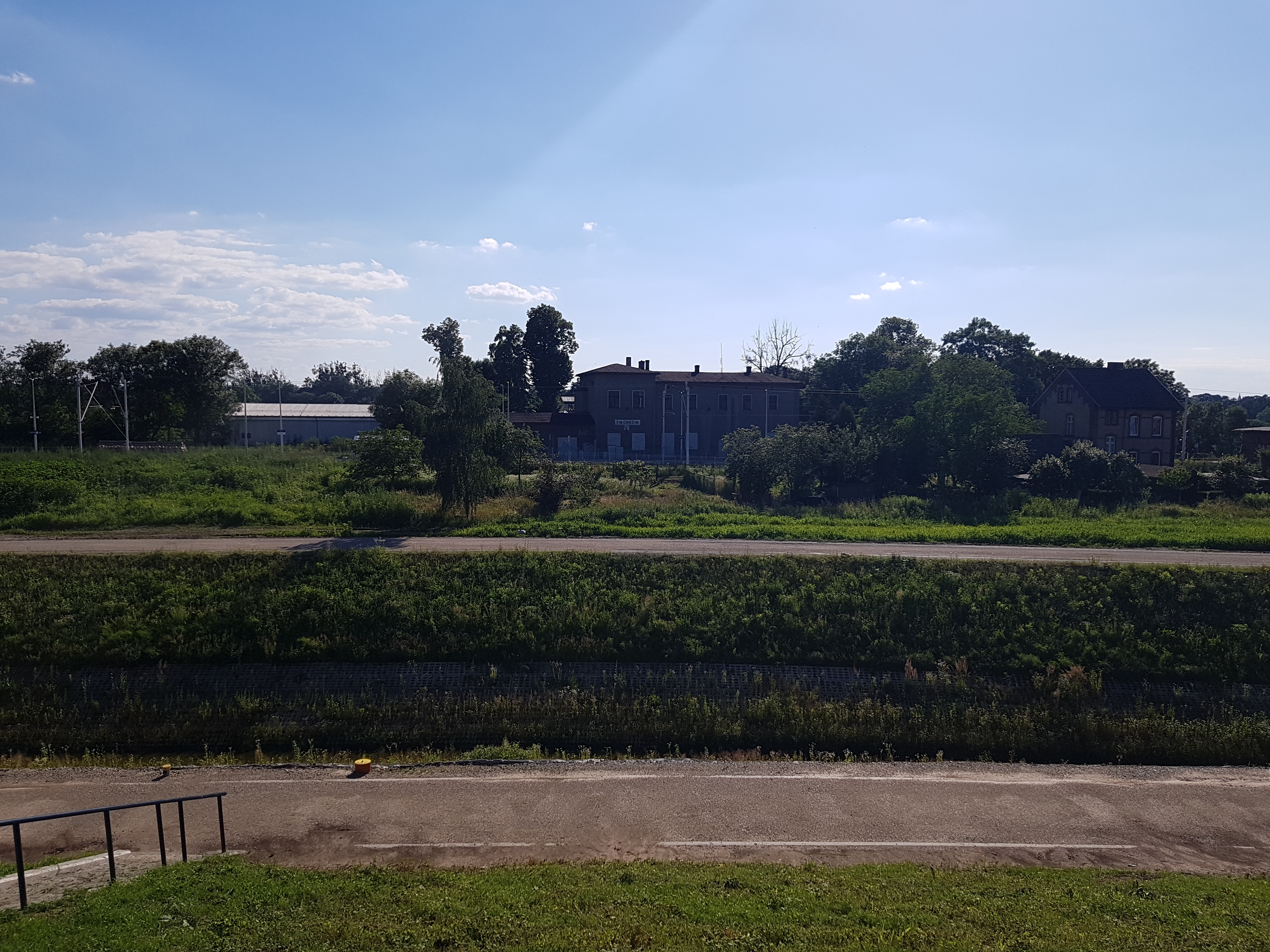
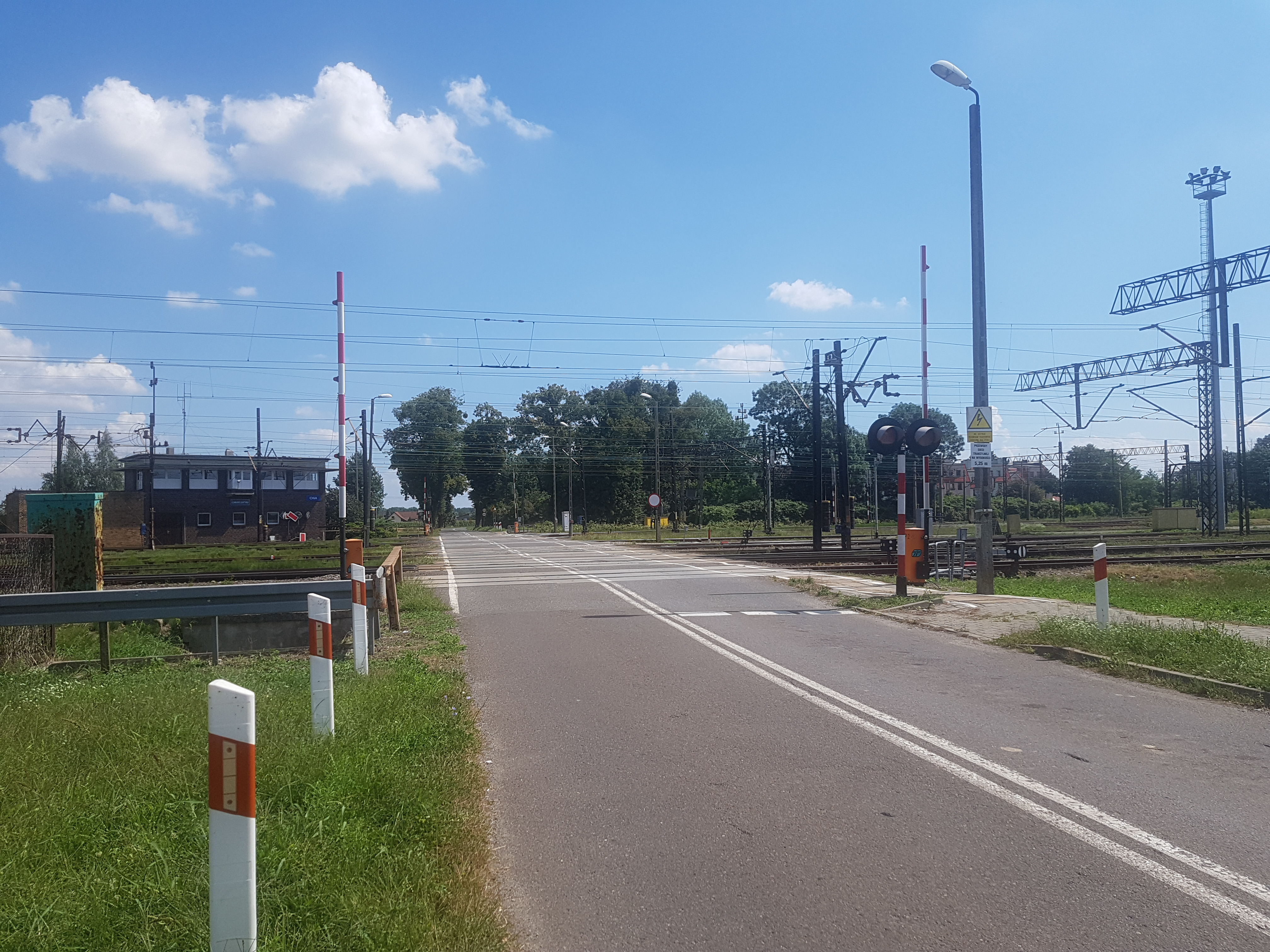
Przejazd kolejowy w Chałupkach